# قره‌کول‌لو
قره‌کول‌لو (ترکی آذربایجانی: Qarakollu) یک منطقهٔ مسکونی در جمهوری آرتساخ است که در استان هادروت واقع شده‌است.